# Дегтярка (Тамбовская область)
Дегтярка — деревня в Петровском районе Тамбовской области России. Входит в состав Кочетовского сельсовета.

## География
Деревня находится в западной части Тамбовской области, в лесостепной зоне, в пределах Окско-Донской низменной равнины, на левом берегу реки Большой Самовец, к северу от автодороги Р-119, на расстоянии примерно 8 километров (по прямой) к юго-западу от села Петровского, административного центра района. Абсолютная высота — 143 метра над уровнем моря.

### Климат
Климат умеренно континентальный, относительно сухой, с холодной продолжительной зимой и тёплым летом. Средняя температура воздуха самого холодного месяца (января) — −11,5 — −10,5 °C (абсолютный минимум — −39 °C); самого тёплого месяца (июля) — 19,5 — 20,5 °C (абсолютный максимум — 40 °С). Период с положительной температурой выше 10 °C длится 141—154 дня. Среднегодовое количество атмосферных осадков варьирует в пределах от 400 до 650 мм. Продолжительность залегания снежного покрова составляет в среднем 135 дней.

### Часовой пояс
Деревня Дегтярка, как и вся Тамбовская область, находится в часовой зоне МСК (московское время). Смещение применяемого времени относительно UTC составляет +3:00.

## История
Впервые упоминается в 1911 году как деревня Дегтярка, относящаяся к церковному приходу села Песковатка Больше-Избердеевской волости Липецкого уезда Тамбовской губернии. В ней было 16 дворов, проживало 144 человека (83 мужчины и 61 женщина). 
По переписи 1926 года в деревне Дегтярка (Песковаточка) Грязинской волости Липецкого уезда было 52 хозяйства русских и 253 жителя (116 мужчин, 137 женщин). По спискам сельскохозяйственного налога на 1928/1929 годы в деревне Дегтярка, вошедшей в состав Кочетовского сельсовета Грязинского района Козловского округа ЦЧО, было 55 хозяйств и 283 жителя.
До войны в деревне Песковаточка, вошедшей в состав Избердеевского района Тамбовской области, насчитывалось 30 дворов.

## Население
| 2010 |
| ---- |
| 19   |

По переписи 2002 года население села составляло 21 житель, русские (100 %).
В 2010 году — 19 жителей (6 мужчин, 13 женщин).